# Млада Болеслав
Мла́да Бо́леслав (чеськ. Mladá Boleslav; попереднє Юнґбунцлау, нім. Jungbunzlau) — статутне місто в Чехії, на території Центральночеського краю, транспортний вузол. Промисловий центр. Адміністративний центр округу Млада-Болеслав. Знаходиться на лівому березі річки Їзери, на злитті з річечкою Кленіце приблизно 50 км північного сходу від Праги, з яким він є з'єднаний автомагістраллю Д10. Станом на 1 січня 2018 року в місті проживало 46 428 осіб. В місті знаходиться акціонерне товариство Шкода Авто.

## Історія
Заснований у другій половині X століття Болеславом II як деревяний королівський замок. На час його заснування біля Праги вже існував "Boleslav", тому новий замок був названий Млада Болеслав (Jung Bunzlau, Mladá Boleslav).
Завдяки доброму розміщенню (на шляху з Богемії у Лужицю і Бранденбурґ) місто Млада Болеслав розвивалося швидкими темпами, отримало права королівського міста в 1334 і 1436 роках.
У XVII ст. занепало, проте в кінці XIX століття, завдяки заснованому тут заводу Шкода, пережило друге народження.
В 20 столітті було головним центром чехословацького машинобудування, незначну частку займала цукрова промисловість.
9 травня 1945 року, наступного дня після закінчення війни, Червона армія за наказом Конєва бомбардувала Млада-Болеслав, загинуло 148 місцевих жителів, у тому числі й діти.
У місті функціонує історичний музей, автомобільний музей (продукції заводу Шкода), собор епохи Відродження, краєзнавчий музей.
З 2006 року статутним головою міста є приматор Raduan Nwelati, відомий своєю ненавистю до іноземців, зокрема українців.

## Географія
Млада-Болеслав розташована приблизно за 45 кілометрів на північний схід від Праги. Східна частина муніципальної території лежить на Їчінській височині, а західна частина лежить на Єзерському столі. Найвища точка розташована на схилах пагорба Члум на висоті 301 м над рівнем моря. Місто розташоване на лівому березі річки Єзера, при її впадінні в річку Кленіце. Історичний центр міста розташований на мисі над впадінням.

## Економіка
У 1895 році була заснована компанія Laurin & Klement (попередник Škoda Auto), і автомобільна промисловість стала головною опорою економіки міста. У 1925 році компанія Laurin & Klement була придбана компанією Škoda Works. Протягом 20-го століття в місті було засновано багато виробників автомобільних запчастин, у тому числі виробник акумуляторів для автомобілів AKUMA (заснована в 1903 році), нині частина компанії FIAMM.
З моменту заснування Škoda Auto є найважливішою та найвпливовішою промисловою компанією Чеської Республіки. Станом на 2017 рік компанія мала 32 000 співробітників по всьому світу, з яких 23 000 працювали в Млада-Болеславі.

## Видатні уродженці міста
- Єва Босакова (1931–1991) — спортивна гімнастка, олімпійська чемпіонка, дворазова чемпіонка світу;
- Адіна Мандлова (1910–1991) — чехословацька актриса театру і кіно;
- Болеслав Вомачка (1887–1978) — музичний критик і композитор;
- Мартін Гавлат (* 1981) — професійний хокеїст, гравець NHL;
- Пржемисл Соботка (* 1944) — чеський лікар і політик, 4 голова Сенату Парламенту Чеської Республіки (2004–2010);
- Радім Врбата (* 1981) — професійний хокеїст, гравець NHL;
- Ян Железний (* 1966) — метальник списа, триразовий олімпійський чемпіон і світовий рекордсмен по киданню спису.

## Міжнародна співпраця
Млада Болеслав має 5 міст побратимів:
- Dieburg, Німеччина
- King's Lynn, Велика Британія
- Pezinok, Словаччина
- Vantaa, Фінляндія
- Fano, Італія

## Фотогаларея

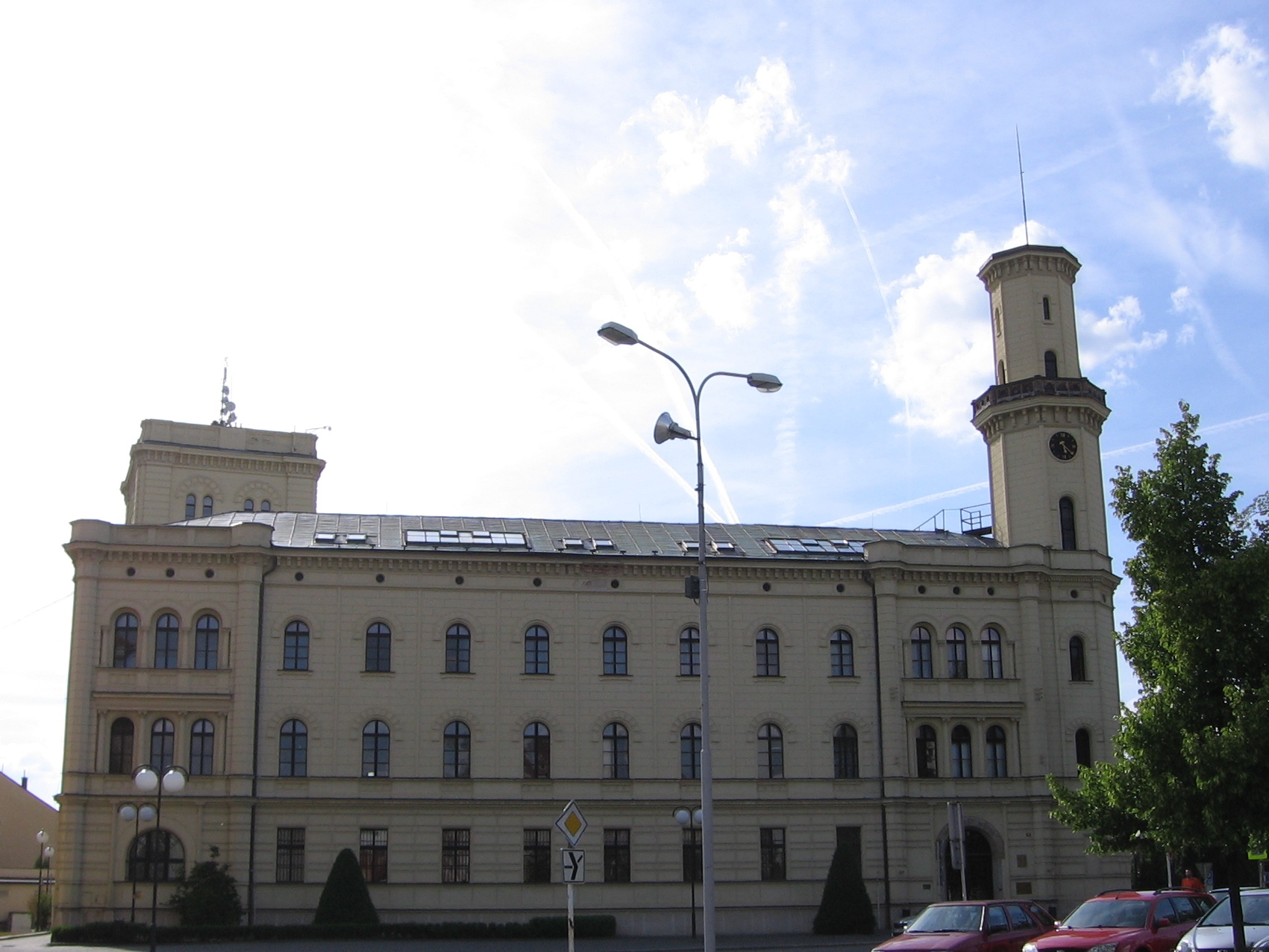
Будівля міської адміністрації
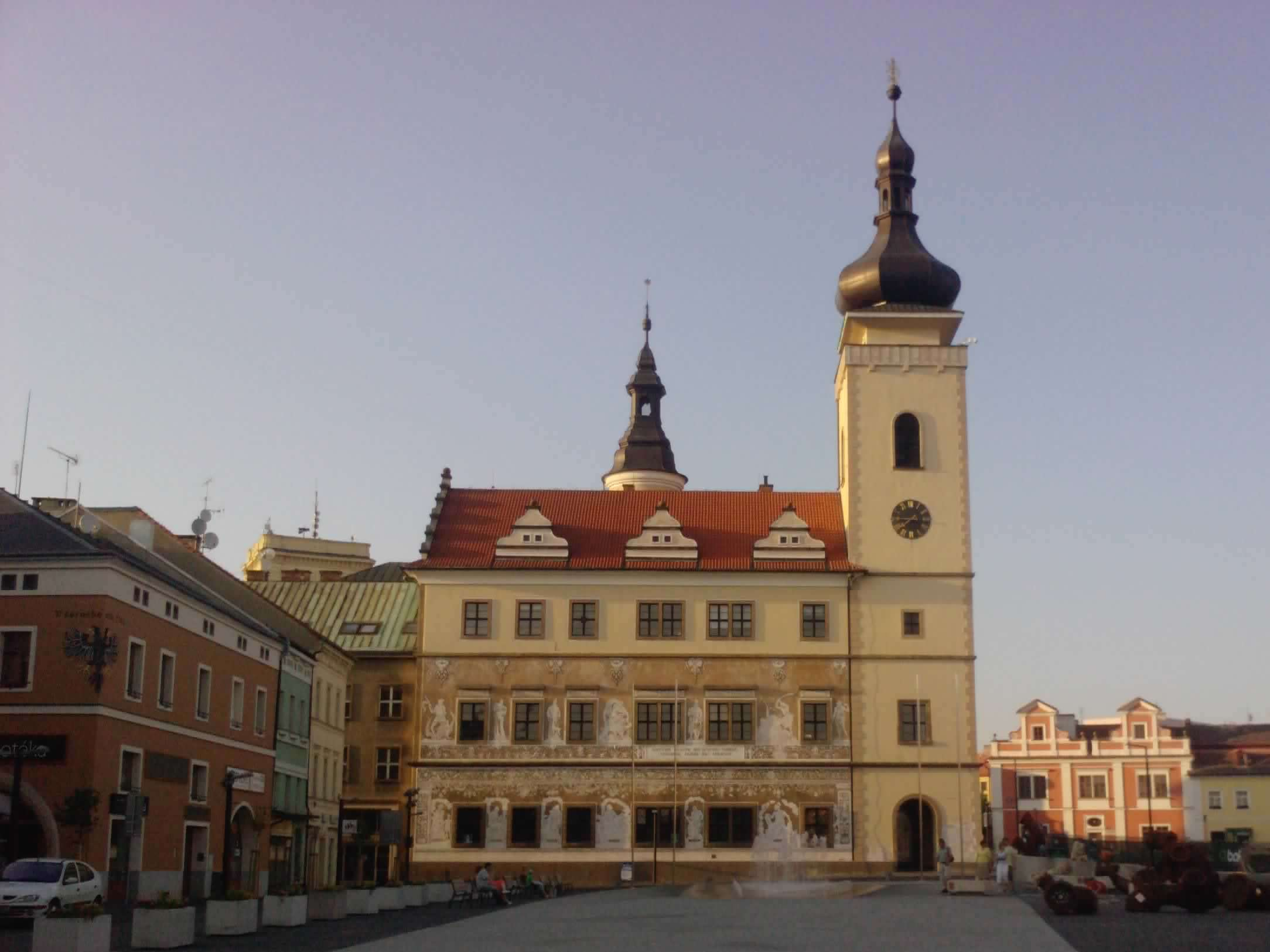
Стара Ратуша
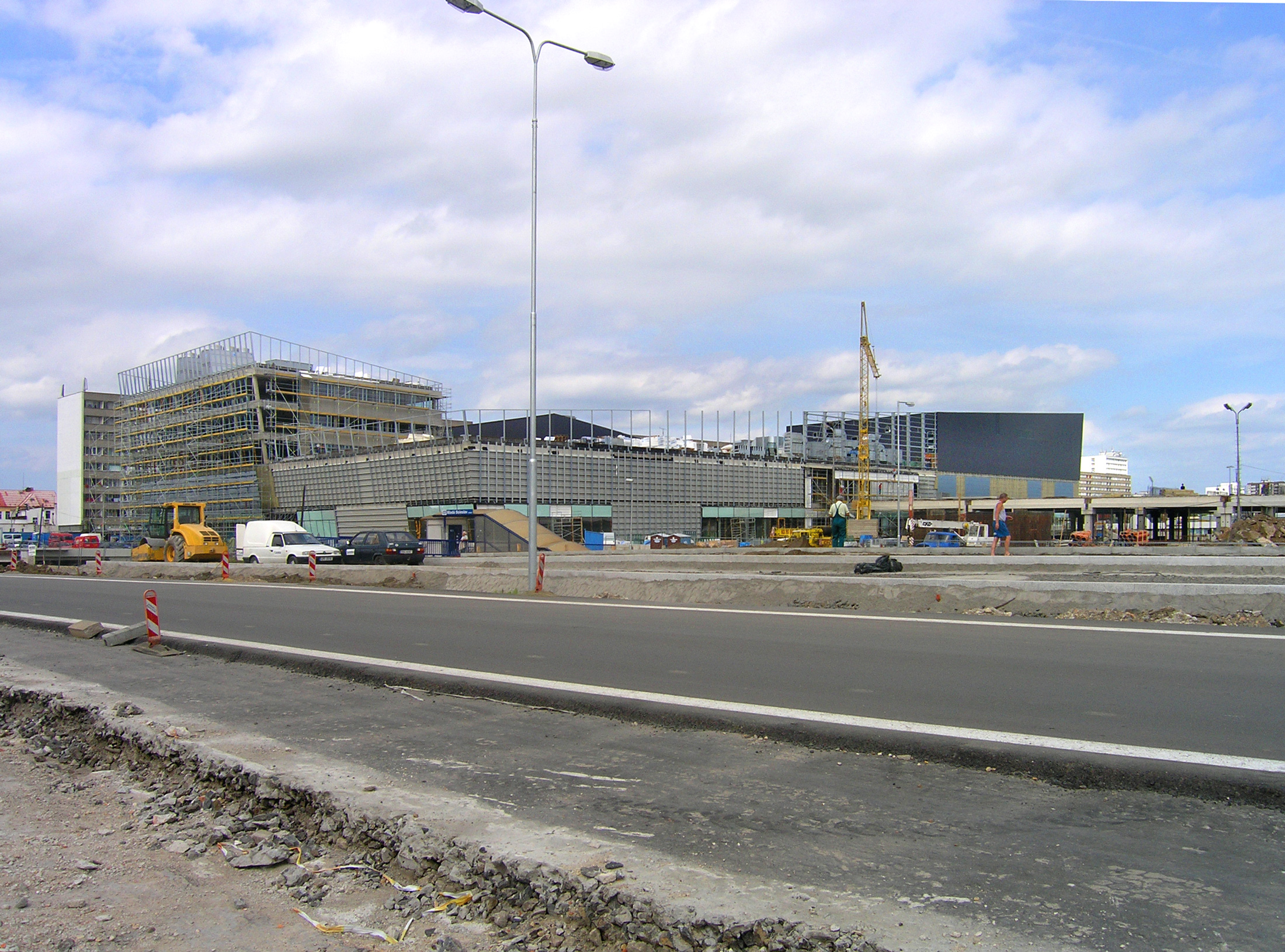
Будівля автобусної станції та торгового центру
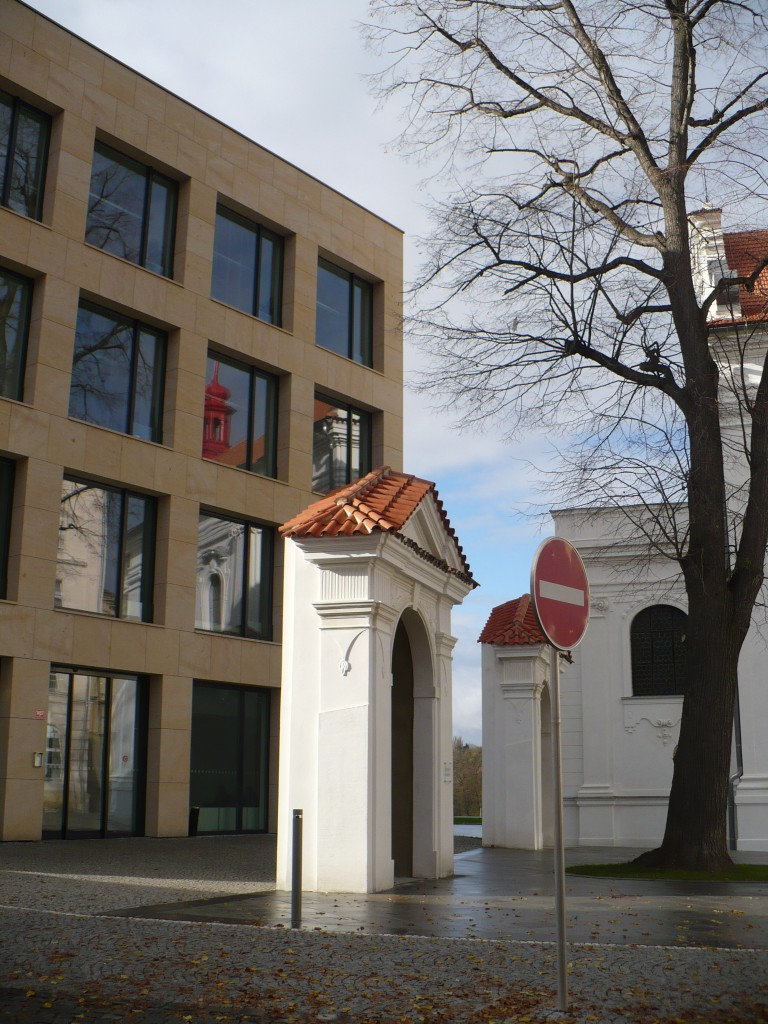
Новий університетський кампус
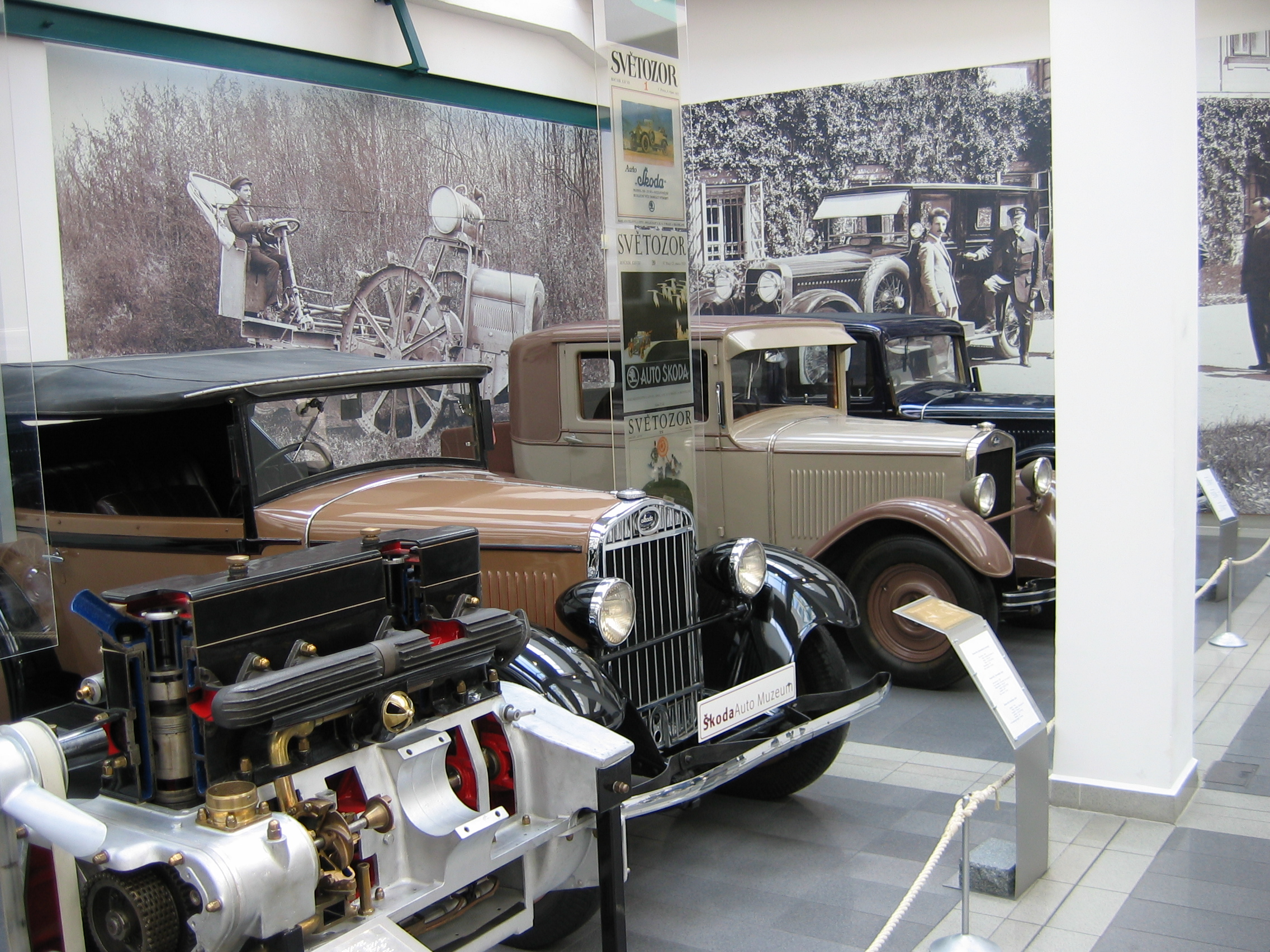
Музей Škoda
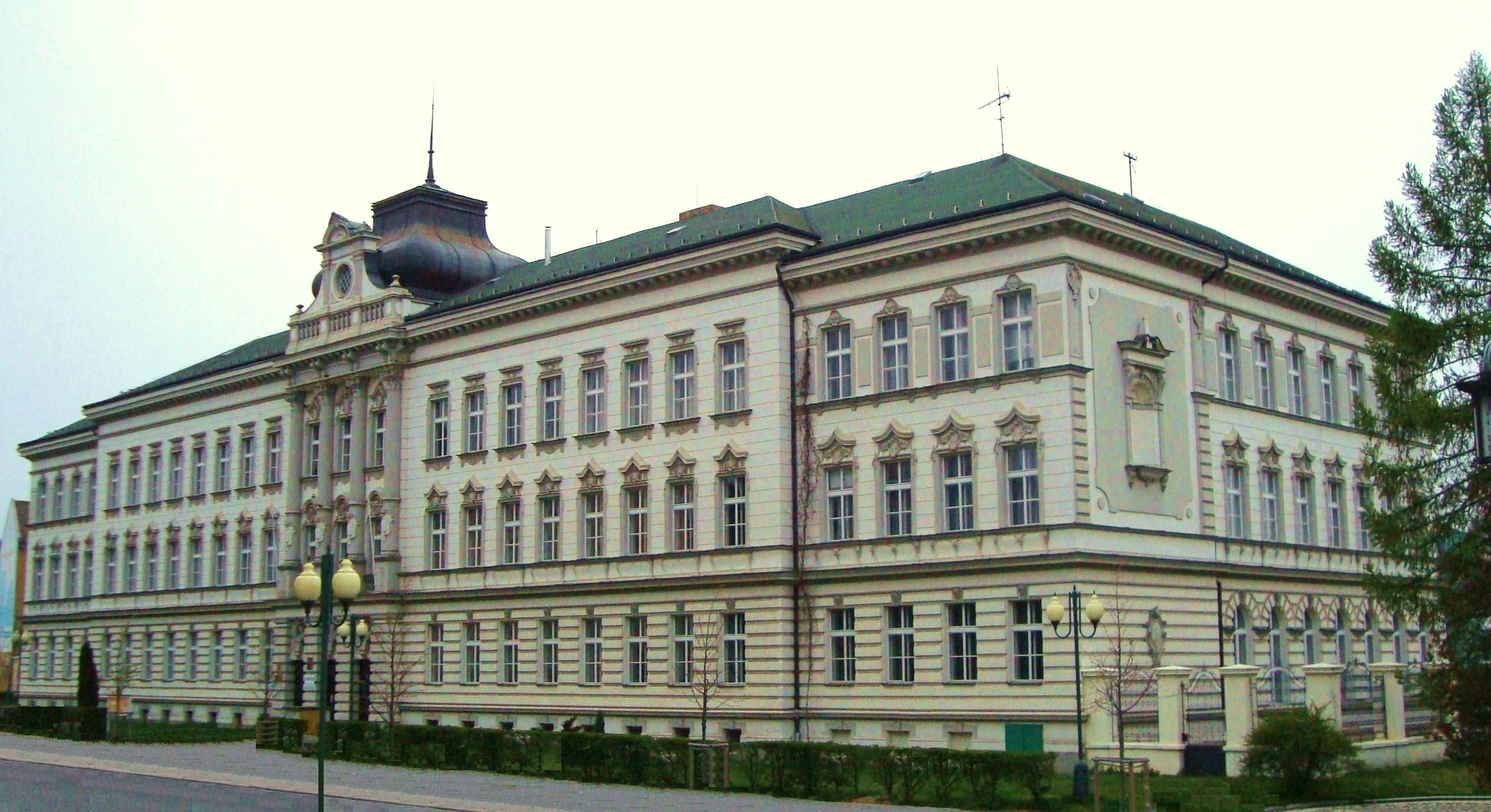
Необарокова будівля восьмирічної гімназії
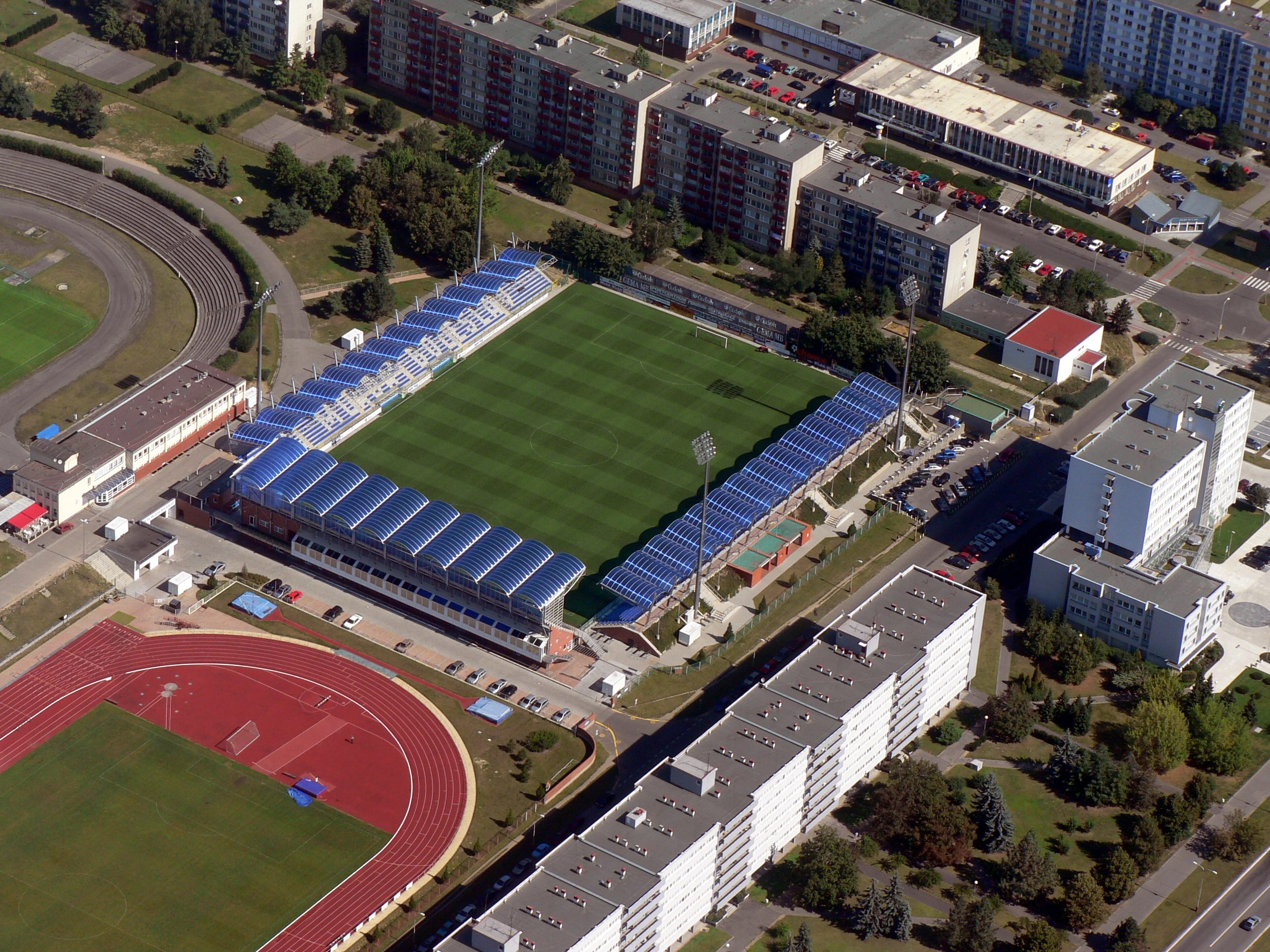
Футбольний стадіон